# Elin Pelin (Stadt)
Elin Pelin (bulgarisch Елин Пелин, früher Nowoselzi/bulg. Новоселци) ist eine Stadt im Westen Bulgariens. Die Stadt ist das administrative Zentrum der gleichnamigen Gemeinde im Zentrum der Oblast Sofia. Elin Pelin liegt in der Sofiaebene ca. 24 km südöstlich der bulgarischen Hauptstadt Sofia. Im Norden grenzt die Stadt an die Südhänge des Balkangebirges und im Südosten an das Sredna-Gora-Gebirge.
Die Stadt trägt heute den Namen des Schriftstellers Elin Pelin.
Eine Reihe von thrakischen, römischen und byzantinischen Ruinen und Funden aus der Umgebung von Elin Pelin bezeugen eine Besiedelung seit dem Altertum. Auch eine slawische Siedlung, die im Mittelalter während des bulgarischen Reiches gegründet wurde und bis zum Fall Bulgariens unter osmanische Herrschaft existierte, wurde entdeckt.

## Gemeindegliederung
Die Gemeinde Elin Pelin teilt sich wie folgt auf:
| - Bogdanlija - Tschurek - Gabra - Gara Elin Pelin - Golema Rakowiza - Grigorewo - Doganowo - Eleschniza - Elin Pelin - Karapolzi | - Kruschowiza - Lesnowo - Musatschewo - Nowi Chan - Ognjanowo - Petkowo - Potop - Rawno Pole - Stolnik |